# Atalanta (Santa Catarina)
Atalanta es un municipio brasileño del estado de Santa Catarina. Tiene una población estimada al 2022 de 3 227 habitantes. Pertenece a la Región metropolitana del Alto Valle de Itajaí.
Municipio agrícola, es reconocido por sus reservas de bosques nativos.

## Toponimia
La ciudad debe su nombre al club de fútbol Atalanta Bergamasca Calcio, de Bérgamo en Italia, que en 1964 había ganado la Copa de Italia. El nombre fue sugerido por el colono José Paglioli, quien decía tener abuelos de "Atalanta" en Italia, donde el equipo de fútbol de la ciudad acababa de ganar un título importante, aunque más tarde se descubrió que se trataba de un error y que Paglioli había confundido Bérgamo con el club de la ciudad, Atalanta.

## Historia
El lugar del actual municipio fue colonizado a principios del Siglo XX, entonces era conocido con el nombre de "Serra do Pitoco". Más tarde se establecerían colonos alemanes.
Se emancipó de Ituporanga en diciembre de 1964.